# Приключения Кроша (фильм)
«Приключения Кроша» — советский фильм 1961 года режиссёра Генриха Оганесяна по сценарию и одноимённой книге Анатолия Рыбакова.

## Сюжет
Девятиклассники проходят летнюю практику на автобазе. Вскоре на базе происходит ЧП: со склада пропадают новые амортизаторы. Один из учеников, Серёжа Крашенинников по кличке «Крош», решает во что бы то ни стало найти причины недоразумения.

## В ролях
- Николай Томашевский — Серёжа Крашенинников (Крош)
- Андрей Юренев — Игорь
- Никита Михалков — Вадим, приятель Игоря
- И. Погребенко — Петя Шмаков, друг Кроша
- Вера Белякова — Майка
- Е. Логинова — Надя, подруга Майки
- В. Суханов — Ваня Полекутин
- М. Сусуев — Таранов, друг Полекутина
- Николай Парфёнов — Владимир Георгиевич, директор автобазы
- Светлана Балашова — Вера Семечкина, подруга Нади
- Владимир Кашпур — Дмитрий Алексеевич Зуев, шофёр
- Владимир Калмыков — Николай Лагутин, слесарь-несун
- Нина Шатерникова — Наталья Павловна, классная руководительница
- Лариса Лужина — Зина, диспетчер
- Савелий Крамаров — Ивашкин, шофёр
- Игорь Безяев — Егорыч
- Игорь Ясулович — танцор в очках
- Георгий Тусузов — свидетель
- Яков Ленц — продавец в киоске

## Факты
- Прокат фильма — 19,2 миллиона зрителей.
- Про последующие приключения Кроша по сценариям Рыбакова сняты телефильмы: «Каникулы Кроша» (1980), «Неизвестный солдат» (1984) и «Воскресенье, половина седьмого» (1988). Роль Кроша в этих фильмах играл Василий Фунтиков. В фильме «Минута молчания» (1971) роль Кроша исполнил Александр Кавалеров.